# Dolmen de Marenq
Le dolmen de Marenq (ou Maren), appelé aussi dolmen du Raton, est situé à Ampus, dans le département du Var en France.

## Description
Le dolmen a été découvert par A. Aicard en 1922. Situé sur un petit plateau, il avait été transformé en abri par les chasseurs. L'édifice fut fouillé par le commandant Laflotte en 1925, mais le matériel archéologique mis au jour lors de ces fouilles est inconnu.
L'édifice a été restauré en 1990 par Hélène Barge.
C'est l'un des rares dolmens de Provence à avoir conservé sa table de couverture, particulièrement volumineuse. Il a été construit en calcaire local. La chambre sépulcrale, de forme rectangulaire (2 m sur 1,50 m) est délimitée par deux murs latéraux en pierres sèches, une dalle de chevet et deux orthostates transversaux qui débouchent sur un court couloir (1,50 m sur 1 m). Celui-ci est bordé de deux dallettes verticales et s'achève sur trois petites marches.